# Суходол (община Брод)
Вижте пояснителната страница за други значения на Суходол.
Суходол, още Суводол или Суви дол (на македонска литературна норма: Суводол), е село в Северна Македония, в община Брод (Македонски Брод).

## География
Селото се намира в областта Долно Поречие на десния бряг на река Треска (Голема).

## История
В XIX век Суходол е село в Поречка нахия на Кичевска каза на Османската империя. В „Етнография на вилаетите Адрианопол, Монастир и Салоника“, издадена в Константинопол в 1878 година и отразяваща статистиката на населението от 1873 година, Суходол (Souhodol) е посочено като село с 20 домакинства с 20 жители мюсюлмани и 65 българи.
Според статистиката на Васил Кънчов („Македония. Етнография и статистика“) от 1900 г. селото е населявано от 112 жители българи християни.
На Етнографската карта на Битолския вилает на Картографския институт в София от 1901 година Соходол е чисто българско село в Кичевската каза на Битолския санджак с 10 къщи.
Според митрополит Поликарп Дебърски и Велешки в 1904 година в Суво-До има 13 сръбски къщи. По данни на секретаря на Българската екзархия Димитър Мишев („La Macédoine et sa Population Chrétienne“) в 1905 година в Суходол има 136 българи екзархисти и в селото функционира българско училище.
След Междусъюзническата война в 1913 година селото попада в Сърбия.
На етническата си карта на Северозападна Македония в 1929 година Афанасий Селишчев отбелязва Суходол като българско село.
Църквата „Свети Никола“, започната в 1967 година, е изградена и изписана.
Според преброяването от 2002 година селото има 207 жители македонци.